# Berengár namuri gróf
Berengár namuri gróf középkori frank nemesúr, a Német-római Birodalomhoz tartozó Lotaringiai Hercegség területén fekvő Namuri Grófság hűbérura volt.

## Élete
Berengár leszármazása, születési helye nem ismert. Hozzávetőleges életkorát annak ismeretében lehet kiszámítani, hogy feltehetően már elérte nagykorúságát 907-ben, amikor egy korabeli forrás megemlíti. Akkoriban a grófságot korábbi nevén mint "pagus Lommensis" ismerték. IV. Lajos német király ("Hludouucus…rex") ekkor erősített meg egy adományt a Fosse-i apátságban elhunyt személytől ("bone memoriæ Kisala illustris femina"), amely Berengár gróf Lommensis grófságában volt található ("in pago Lominse in comitatu Perengarii"). Az oklevél 907. október 26-i keltezésű.
Egy másik, 908. január 18-i keltezésű oklevélben Lajos szintén megerősített egy adományt a tongereni templomnak, amely említi Lommensis grófságát és Berengár grófot ("…in pago ac in comitatu Lummensi…cuius nunc adest comes Perengarius"). III. Károly nyugati frank király 916. január 19-i keltezésű oklevelében visszaadta a Süsteren zárdát a prümi apátságnak, melynek egyik aláírója Berengár volt ("fidelium nostrorum…Widricus comes palatii, Richuuinus comes, Gislebertus, Matfridus, Beringerius comites, Theodericus comes, Reinherus comes, Erleboldus"). Berengár mint namuri gróf ("Berengarii comitis Namurcensis") írt alá egy 919. június 12-i keltezésű oklevelet, amelyben Gérard de Brogne birtokokat adományozott a Brogne-i apátságnak.
Flodoard Annalese feljegyzi, hogy Berengár foglyul ejtette Giselbert lotaringiai herceget, akit csak úgy bocsátott szabadon, hogy cserébe a herceg fiát ("filiis Ragenarii fratris ipsius Gisleberti") kapta túsznak. A teljesen érthetően felháborodott herceg ezután feldúlta Berengár birtokait.
A "Vita Gerardi Abbatis Broniense" feljegyzi, hogy Berengár a namuri kastélyban lakott ("comes Berengarius Nammucensi castro præsidebat") és pártfogása alá vette Gérardot.

## Családja és leszármazottai
Felesége neve nem ismert, de a von Maasgau nemesi családból származott, apja I. Reginár hainaut-i gróf, anyja Albereda. Flodoard úgy említi, mint Giselbert nővérét ("sororem [Gislebertum]"), de nem adja meg a nevét. Az Europäische Stammtafeln szerint Berengár felesége a "comitatus Lomacensis" örököse volt, amire abból következtet, hogy mind férje, mind apja az "in pago Lominse" grófjaként van feljegyezve. További meggyőző bizonyíték híján nem valószínű, hogy Berengár feleségének köszönhette pozícióját.
Semmilyen feljegyzés nem maradt fenn Berengár utódairól, de közbeeső grófokról sem tudunk ezért feltételezhető, hogy a következő namuri gróf, I. Róbert a fia vagy közvetlen férfileszármazottja volt.